# Peter Kehl (Politiker)
Peter Kehl (* 23. April 1976 in Homberg/Efze) ist ein deutscher Rechtsanwalt und ehemaliger Politiker (FDP) im Bundesland Sachsen-Anhalt.

## Leben und Beruf
Nach bestandenem Abitur 1996 studierte Peter Kehl von 1997 bis 2002 und, unterbrochen durch sein Mandat im Landtag von Sachsen-Anhalt, von 2007 bis 2009 Rechtswissenschaften in Halle/Saale. Kehl bestand das erste juristische Staatsexamen 2009 mit Prädikat sowie das zweite juristische Staatsexamen 2012. Seitdem ist er als Rechtsanwalt in Halle/Saale tätig.

## Partei
Peter Kehl ist seit 1994 Mitglied der FDP. Er war von 1998 bis 2002 Landesvorsitzender der Jungen Liberalen.

## Familie
Peter Kehl ist verheiratet und hat einen Sohn.

## Öffentliche Ämter
Peter Kehl wurde 2002 in den Landtag von Sachsen-Anhalt gewählt. Er war Sprecher für Umwelt der FDP-Landtagsfraktion und betreute als Abgeordneter Halle/Saale sowie Köthen. 2002 bis 2006 war Kehl Mitglied des Kuratoriums der Landeszentrale für politische Bildung und Stiftungsratsmitglied der Stiftung Umwelt- und Klimaschutz Sachsen-Anhalt.
In Sachsen-Anhalt machte sich Kehl als Kämpfer gegen Korruption und Vetternwirtschaft in Politik und Verwaltung einen Namen.
Zu den Landtagswahlen 2006 kandidierte Kehl nicht erneut über die Landesliste der FDP für den Landtag und verzichtete damit faktisch auf einen Wiedereinzug in den Landtag. Er erzielte als Direktkandidat 10,4 % der Erststimmen und damit das drittbeste Ergebnis seiner Partei im Land Sachsen-Anhalt. Infolge dieser Wahl schied Kehl 2006 aus dem Landtag von Sachsen-Anhalt aus.

## Publikationen
- „Sumpf am Rande der Stadt“ – Der Müllskandal von Köthen
- Wettbewerbsrechtliche Zulässigkeit kostenloser Verteilung von Waren und Presseerzeugnissen
- Strafrechtlicher Schutz von E-Mails als „Urkunden“ im Datenverkehr